# 李良 (秦末将领)
李良，秦末民變時赵王武臣的部將，頗有戰功，後因秦兵勸降，又加上認為遭到武臣之姊羞辱，在邯鄲發動兵變，殺武臣，趙國大將軍陳餘出兵攻打李良，李良最後只好投降秦將章邯。

## 簡介
陳勝、吳廣發動大澤之變反秦，命武臣率領张耳與陳餘攻趙國。武臣自立為趙王，命韩广攻取燕國、李良攻取常山（今河北省石家莊市正定縣）。
李良攻下常山後，回邯郸向武臣报捷，武臣又派李良去攻取太原。攻取太原途中在石邑（今河北石家莊市鹿泉區）被秦军阻拦，不能推进。秦将称带有胡亥写给李良的勸降書，可是書信没有密封，李良雖想投降，但怀疑书信是偽造的，只好先回邯郸，向武臣请求增兵。
在邯郸路上遇到赵王武臣的姐姐外出飲酒归来，隨從百餘騎。李良误以为是武臣的车驾，在路上跪拜，武臣的姐姐在馬車上，根本不知是拜者是誰，派人道謝。李良拜了女流之輩而憤怒，向副官們抱怨，其中一個副官說：「天下背叛秦朝，有能力者就可以自立為王，武臣的才能本來就在將軍之下，武家的女流之輩居然還敢不親自下車回禮，請把她殺了。」李良正在打算歸附秦兵，本來還在考慮，現在就決定了，派人殺死了武臣的姐姐，兵袭邯郸，斬殺武臣、也殺死邵骚等大臣。赵人向张耳與陳餘通风报信，兩人得以逃出邯郸，李良追殺陳餘，反被陳餘發兵击败，於是投降秦将章邯。